# Budo-Orłowećka
Budo-Orłowećka (ukr. Будо-Орловецька) – wieś na Ukrainie, w obwodzie czerkaskim, w rejonie czerkaskim, w hromadzie Mlijiw. W 2001 liczyła 524 mieszkańców, spośród których 509 wskazało jako ojczysty język ukraiński, 14 rosyjski, a 1 inny.